# Leukokrates Gestein

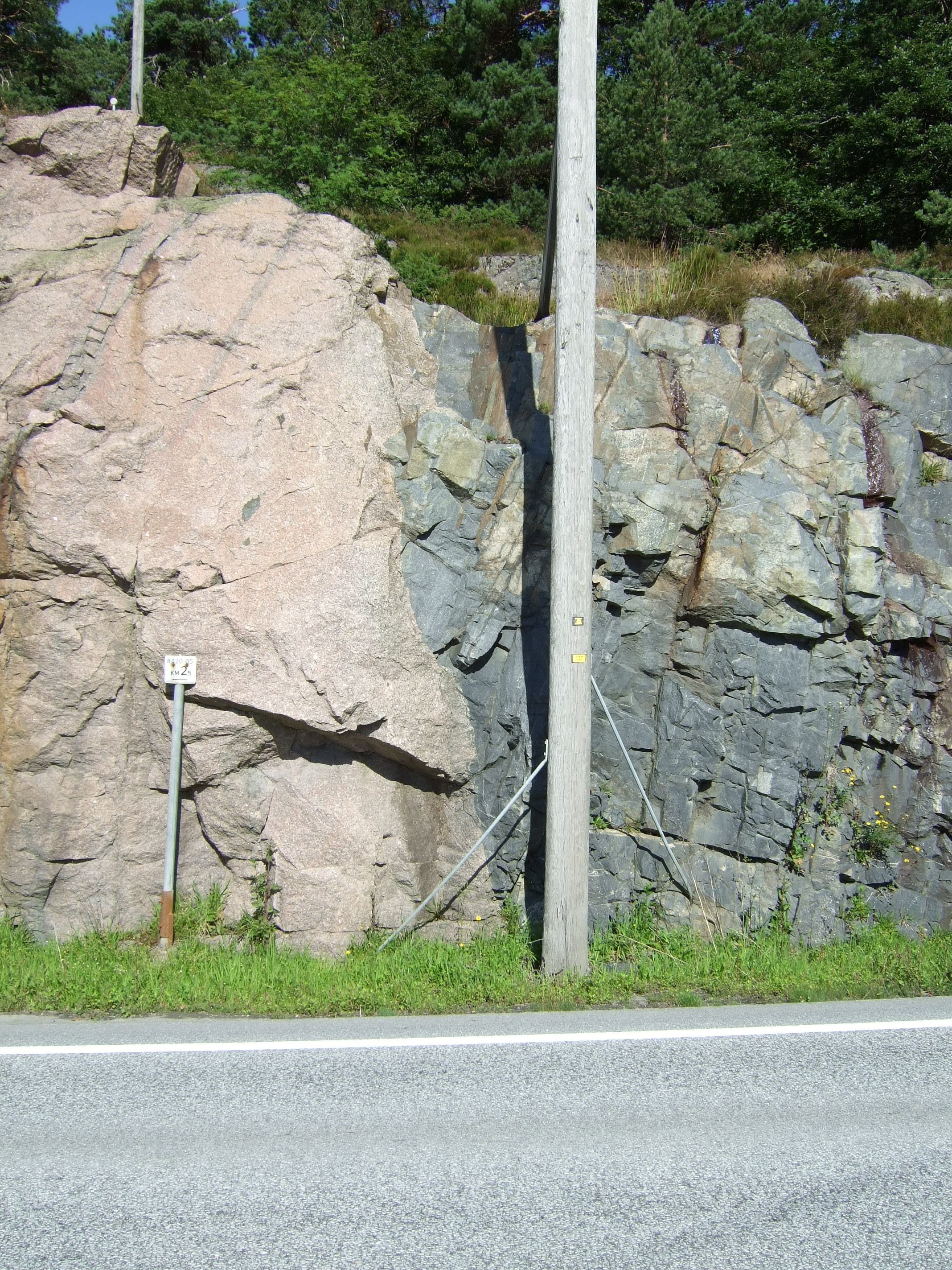
Granit (links) ist ein typisches leukokrates Gestein (hier: Fjaeregranit, Proterozoikum von Süd-Norwegen).

Leukokrate Gesteine (von altgriechisch λευκός leukós, deutsch ‚weiß‘), auch kurz Leukogesteine genannt, sind magmatische Gesteine mit einer relativ hellen Farbtönung. Ursächlich dafür ist, dass das Gestein einen verhältnismäßig geringen Volumenanteil an dunklen mafischen Mineralen (Farbindex M′) aufweist.
Im engeren Sinn gilt das Attribut „leukokrat“ für Gesteine mit M′ zwischen 10 und 35. Gesteine mit M′ < 10 werden als hololeukokrat und Gesteine mit M′ zwischen 35 und 65 werden als mesokrat oder mesotyp bezeichnet. Typische leukokrate Gesteine sind z. B. Granit, Rhyolith oder Anorthosit. 
Darüber hinaus ist es bei Magmatiten üblich, einem Gesteinsnamen die Vorsilbe Leuko- voranzustellen, wenn das entsprechende Gestein heller ist als durchschnittliches Gestein der gleichen Gesteinsfamilie. Hierbei ist der Durchschnittswert für M′ innerhalb der betrachteten Gesteinsfamilie ausschlaggebend. Beispielsweise ist bei einem Leukogranit M′ so gering (< 5), dass er allgemein als hololeukokrates Gestein klassifiziert würde, während M′ bei einem Leukogabbro mit < 35 deutlich höher ist.